# 1927 w nauce

## Nauki przyrodnicze i ścisłe

### Fizyka
- Ogłoszenie teorii fali pilotującej przez Louisa de Broglie
- Przeprowadzenie doświadczenia Davissona i Germera

### Matematyka
- Przedstawienie dowodu twierdzenia Banacha-Steinhausa

## Nagrody Nobla
- Fizyka – Arthur Holly Compton, Charles Thomson Rees Wilson
- Chemia – Heinrich Otto Wieland
- Medycyna – Julius Wagner-Jauregg